# Cordon-noir élégant
Melanopareia elegans
Espèce
Répartition géographique
Statut de conservation UICN

 LC  : Préoccupation mineure
Le Cordon-noir élégant (Melanopareia elegans) est une espèce de passereaux de la famille des Melanopareiidae.

## Liste des sous-espèces
Selon la classification de référence du Congrès ornithologique international (version 15.1, 2025) :
- M. e. elegans (Lesson, 1844) — ;
- M. e. paucalensis (Taczanowski, 1884) —  ;